# دمى (فلم)
دمى هو فيلم وثائقي رائد ومثير للجدل عن سوء معاملة النساء و العنف ضدهن في المجتمع الفلسطيني والعربي. مخرجة وصانعة الفيلم هي المخرجة الفلسطينية عبير زيبق حداد. يسلط الفيلم الضوء على العنف الجنسي الذي  تتعرض له النساء في المجتمع العربي.
قالت المخرجة ايليم اتاكاف في مدونة هافينغتون بوست عن الفيلم: «إن دمى هو فيلم وثائقي قوي للغاية، واقعي بوحشية، معبر باستفزاز، وآسر جدا.».

## نظرة عامة
قررت زيبق حداد – التي ابتكرت عرض مسرح عرائس يتحدث عن الاعتداء والعنف الجنسي أثناء مرحلة الطفولة – قررت أن تأخذ الكاميرا وتذهب في رحلة من شمال البلاد إلى الجنوب؛ بعد أن توقف الناس عن مشاهدة العرض المسرحي  بسبب صعوبة الموضوع.
استطاعت عبير من خلال هذه الرحلة الاستماع  لسيدات عربيات تعرضن للعنف الجنسي، وتوثيق قصصهن.
تجرأت خمس فتيات (هن أبطال الفيلم) على الكشف عن الاعتداء الجنسي الذي تعرضن له في الدوائر المقربة من العائلة والأصدقاء. بحثن جميعا عن وسائل للتعبير وكسر أنظمة الصمت التي فرضت عليهن من قبل الأسرة والمجتمع؛ هدفهن أن يسمعهن أحد  سواء في الخصوصية أو في العراء، طموحهن هو أن يستطعن قلب الطاولة وأن يقدن النساء اللاتي يتعرضن للاعتداء الجنسي بعيدا عن دائرة الصمت والعار والاختناق، ونحو قبول الذات وإدراك أن يسمح لهم بالاستمرار في الحياة.

## الجوائز
- الجائزة الأولى لأفضل فيلم وثائقي في مهرجان «الاورباني» في مدريد عام 2012 .

- المهرجانات التي شارك فيها الفيلم:
- مهرجان «دوكافيف» السينمائي الدولي عام 2011 .
- المهرجان السينمائي الدولي للمرأة في رحوفوت عام 2011 .
- مهرجان مومباي السينمائي الدولي عام 2012 .
- مهرجان بلغراد السينمائي الدولي للأفلام الوثائقية عام 2012 .
- المهرجان الدولي 1001 للأفلام الوثائقية في إسطنبول عام 2012 .
- مهرجان «كرونوجراف» الدولي للأفلام الوثائقية عام 2012 .
- المهرجان السينمائي الدولي لحقوق الإنسان في النمسا عام 2012 .
- مهرجان فيلم إسرائيل في هولندا عام 2012 .
- مهرجان «تلفزيون اوربان» في مدريد عام 2012 .
- مهرجان جامعة " إيست أنجليا " في بريطانيا عام 2013 .
- مهرجان «نار» السينمائي في تركيا عام 2013 .
- مهرجان الشرق الأوسط السينمائي الدولي في ايطاليا عام 2013 .
- مهرجان أفغانستان الدولي لأفلام حقوق الإنسان عام 2013 .

## قالوا عن الفيلم
- قال دكتور قيس قاسم في مهرجان تسالونيك السينمائي الدولي للأفلام الوثائقية عام 2011 عن الفيلم:«إن فيلم» دمى«يمثل ميل جديد في السينما الفلسطينية يتجه نحو عرض الذات ومكاشفتها ونقدها. وقد بدأت أولى ملامح هذا الميل في الظهور عند إيليا سليمان، ويبدو أنه في طريقه إلى الترسخ.»
- قالت المخرجة ايليم اتاكاف في مدونة هافينغتون بوست عن الفيلم: «إن دمى هو فيلم وثائقي قوي للغاية، واقعي بوحشية، معبر باستفزاز، وآسر جدا.»
- قالت راية موراج في صحيفة هاآرتس عن الفيلم: «إن فيلم عبير حداد الوثائقي الرائد يدعو النساء العربيات اللاتي هن ضحايا الاعتداء والعنف الجنسي إلى أخذ خطوة إلى الأمام وكسر القيود والمحرمات الاجتماعية.»
- قالت الكاتبة والباحثة في شئون المجتمع الإسرائيلي المعاصر إيمي كورنيش في مدونة أفلام إسرائيل عن الفيلم: «لقد تم تصوير الفيلم بطريقة رائعة؛ فتصوير النساء قد تم من خلفهن حيث تظهر إحداهن من نافذة مطلة على البحر، لتبدو مشوهة قليلا. وقد ساعد عنصر الغموض على إضفاء الأصالة للفيلم وأكد على حقيقة أن هؤلاء النساء الأربعة ما هن إلا صوت لجموع الذين عانوا من تجارب مماثلة في شبابهم.».

## وصلات خارجية
- مقالات تستعمل روابط فنية بلا صلة مع ويكي بيانات
- Duma's Trailer
- Duma's Facebook Page
- Haaretz: "Women as silent, broken dolls" by Nirit Anderman
- The Real News: Palestinian Film Breaks Ground on Women's Issues
- BBC Radio: Breaking the silence of sexual abuse in the Arab world
- This Week in Palestine: Abeer Haddad Artist of the Month
- Euromed Audiovisuel: New filmmaker screens Arab world’s first documentary about sexual abuse نسخة محفوظة 10 يونيو 2015 على موقع واي باك مشين.
- Website at Go2Films
- Ansamed: "Cinema: at Middle East Now festival, a documentary on sex abuse in Palestine". نسخة محفوظة 2 أكتوبر 2018 على موقع واي باك مشين.
- Controlacrisi: "Le parole delle donne, un fuoco contro il silenzio della violenza" by Maria Grosso.